# Владич Леонід Володимирович
Леонід Володимирович Владич (справжнє ім'я, по батькові та прізвище — Іоан-Вольф Пінхасович Ройзенберг (Розенберг); 17 листопада 1913, Житомир — 5 липня 1984, Київ) — мистецтвознавець, кандидат мистецтвознавства (1964), педагог. Автор досліджень про мистецьку спадщину Т. Г. Шевченка i праці, присвячені відтворенню образу Шевченка в радянському мистецтві.

## Біографія
Леонід Владич народився 17 листопада 1913 року в Житомирі.
Леонід Владич почав творчий шлях як позаштатним журналістом «робсількор» у Дніпропетровську у газеті «Зоря». У травні 1934 — квітні 1935 року дослідник працював у видавництві АН УРСР. З початку 1936 р. він починає співпрацювати одразу з декількома виданнями у Києві, пишучи переважно про культуру. Матеріали його пера виходять на шпальтах «Пролетарської правди», «Образотворчого мистецтва», «Малярства і скульптури», «Радянської Академії». Журналіст підписується псевдонімом Берг, а пізніше Владич. У 1936 він брав
активну участь у експонуванні найбільшої виставки українського народного мистецтва у Москві, був одним з організаторів Національного українського музею Т. Г. Шевченка у Києві, де працював науковим співробітником.
З перших днів війни він був мобілізований до війська і воював артилеристом. Пізніше він став шифрувальником, воював під Сталінградом, під Курською дугою, з боями пройшов Польщу, закінчив війну в Німеччині старшиною Гвардії.
У 1958 році закінчив Інститут живопису, скульптури та архітектури імені І. Ю. Рєпіна в Ленінграді. У 1960–1982 роках — викладав у Київському художньому інституті.
Жив у Києві. Помер 5 липня 1984 року. Похований в Києві на Байковому кладовищі.

## Праці
- Історія українського мистецтва (видання)

### Шевченкознавство
Автор досліджень про мистецьку спадщину Шевченка:
- Владич Л. «Три невідомі роботи Т. Г. Шевченка» // Образотворче мистецтво, 1939, № 2-3, стор. 73—74.
- Владич Л. «Тарас Шевченко и Людас Гира» // Советская Украина, 1941, 6 березня
- Владич Л. Останні шевченківські автопортрети (1941)
- Владич Л. «Образ О. В. Суворова в малюнках Т. Г. Шевченка» // газ. Радянське мистецтво від 1 березня 1950
- Владич Л., Раєвський С. «Т. Г. Шевченко і В. В. Стасов» // Радянська Україна, 1952, 11 березня
- Владич Л. «Тема воссоединения Украины с Россией в художественном наследии Т. Г. Шевченко» // Искусство, 1954, № 1
- Владич Л. «Из разысканий о Шевченке-художнике» // Советская Украина, 1954, № 2, с. 148; Воспоминания, с. 203
- Владич Л. Шевченко і російські художники (1961)
- Владич Л. Живописні та графічні твори Т. Г. Шевченка (вступна стаття Л. Владича. К., 1961)
- Владич Л. «Живописна Україна» Тараса Шевченка (К., 1963)
- Владич Л. «Мальовнича Україна» Тараса Шевченка (1963)
- Владич Л. Пам'ятник Т. Г. Шевченкові в Харкові (Л., 1964)
- Владич Л. «До питання про художню освіту Шевченка в доакадемічний період» // Збірник праць ювілейної тринадцятої наукової шевченківської конференції. — К., 1965, с 136—146.
- Владич Л. «Про малюнки „Байгущі“ і „Т. Г. Шевченко і байгуші“ та їх датування» // Збірник праць чотирнадцятої наукової шевченківської конференції. — К., 1966. — С. 380—391
- Владич Л. Мовою графіки (К., 1967)
- Владич Л. «Шевченкіана» Василя Касіяна (1967)
- Владич Л. «Шевченко і вітчизняна книжкова графіка 40-х років XIX століття» // Збірник праць п'ятнадцятої наукової шевченківської конференції. — К., 1968, С. 199—214.
- Владич Л. Автопортрети Тараса Шевченка (К., 1973)
- Владич Л. Памятник Шевченко в Харькове. Скульптор М. Манизер. (Л., 1974)

Автор різних творів у видання Шевченківський словник У двох томах. — Київ, 1976:
- Владич Л. «Акварелі Т. Г. Шевченка»
- Владич Л. «КАСІЯН Василь Ілліч»
- Владич Л. «Побутовий жанр у мистецькій творчості Т. Г. Шевченка»
- Владич Л. «Романтизм Шевченка-художника»
- Владич Л. «Історичний жанр у мистецькій творчості Т. Г. Шевченка»
- Владич Л. «ЇЖАКЕВИЧ Іван Сидорович»

### Українські художники і мистецтво
Автор монографії про українських художників Івана Їжакевича (1955), Олександра Пащенко (1957), Тетяну Яблонську (1958), Леоніда Позена (1962), К. Д. Карпа Трохименка (1969), С. Т. Сергія Адамовича (1977), Василя Касіяна (1978), Олекса Шовкуненка (1983) та інших.
Автор ґрунтовних досліджень в галузі українського образотворчого мистецтва:
- Владич Л. Иван Сидорович Ижакевич (М., 1955)
- Владич Л., Раевский С. «В. В. Стасов и украинская художественная культура» // Русско-украинские связи в изобразительном искусстве. (К., 1956)
- Владич Л. Алексей А. Шовкуненко (К., 1960)
- Владич Л. «Графіка І. Хотінка [Архівовано 5 березня 2016 у Wayback Machine.]» // Образотворче мистецтво Ч. 6, 1971. С. 16-18
- Владич Л. Графіка Сергія Адамовича. Видавництво «Мистецтво» (1977)
- Владич Л. Український політичний плакат (1981)
- Владич Л. Живі традиції (К., 1985)
- Владич Л. Майстри плакату (1989)
- Владич Л. «Він був закоханий в Україну» // Київ Ч. 5, 1991. С. 157—161